# Grown-Up Christmas List
Grown-Up Christmas List eller My Grown-Up Christmas List är en julsång komponerad av David Foster (melodi) och Linda Thompson (ord) och ursprungligen inspelad på skiva av David Foster (med Natalie Cole som sångerska) 1990  för skivalbumet River of Love, som annars inte var en julskiva. Den utkom som singelskiva, men 1992 däremot sjöng Amy Grant in en version på skiva, då hon sjöng in sin andra julskiva, Home for Christmas. Grants version innehöll ändrad text, samt en vers skriven av henne själv. Hennes dåtida skivbolag, A&M Records, marknadsförde den som andra singel ut från skivalbumet, och jämfört med David Fosters inspelning fick den betydligt mer speltid i radio.
Sångtexten handlar om en vuxen person, som inte önskar sig materiella föremål av Jultomten på sin önskelista, utan goda saker för mänskligheten.
Originalversionen, inspelad av, av David Foster med Natalie Cole, låg 1993 också på David Fosters, The Christmas Album.
2003 sjöng tidigare American Idol-segrarinnan Kelly Clarkson sången då under den omgång, då man hade jultema, vilket ledde till att sången återigen uppmärksammades, och fick mycket speltid i radio den julen.

## Skivinspelningar
Sången har med åren sjungits in på skiva flera gånger, inklusive:
- Bryan Duncan (1995)
- Chuck Negron (1996)[2]
- B.J. Thomas (1997)[3]
- Donny Osmond (1998)
- Monica Brown (2000)[4]
- Barbra Streisand (2001)[5]
- Ginette Reno (2002)[6]
- Michael Bublé (2003)
- Kelly Clarkson (2003)
- Lea Salonga (2004)
- The Manhattan Transfer (2005)
- Jane Monheit (2005)
- Regine Velasquez (2005)
- Clay Aiken (2006)
- Ayaka Hirahara (2006)
- Luis Miguel (2006)
- Ayla Brown (2007)
- Aretha Franklin (från skivalbumet This Christmas, Aretha) (2008)
- Kyla (2008)
- Rissi Palmer (2008)
- Twin Cities Gay Men's Chorus (2008)
- Rodney Carrington (2009)
- Joe (2009)
- Charice (2010)
- The Veronicas (2010)

Inspelningen år 2000 innehåller också en andra vers, skriven av Thompson-Jenner.  Kelly Clarksons inspelning från 2003 blev den första versinen attn å Billboards singellista; vilken som högst nådde 17:e plats på Hot Adult Contemporary-listan under julhelgen 1992-2004.

## Skivspår (Amy Grants singel)
1. "Grown Up Christmas List – Edit 3:44"
2. "Grown Up Christmas List – LP-versionen 5:00"

## Listplaceringar
Amy Grants originalinspelning gick inte in på Billboardlistorna. Clarksons version däremot tog sig in på Adult Contemporary 2003 där den låg under fem veckors tid.
| Lista (2003-2004)                 | Högsta position |
| --------------------------------- | --------------- |
| US Adult Contemporary (Billboard) | 17              |

### Fotnoter
1. ↑  Takiff, Jonathan (26 november 1993). "Spicing up the season: Holiday albums abound", Philadelphia Daily News, p. 72.
2. ↑  Gundersen, Edna (16 december 1996). "Getting in tune with the holiday season", USA Today, p. D4.
3. ↑  Galante Block, Debbie (23 augusti 1997). "Holi-discs for '97 marry Christmas to every conceivable musical genre", Billboard 109 (34): 64–5.
4. ↑  Harrington, Richard (10 december 2000). "Musicmakers, Taking Up the Santa Cause: From Christina Aguilera to – Yikes! – Rosie O'Donnell, the Sounds of the Season Packaged Just for You", The Washington Post, p. G5.
5. ↑  Mervis, Scott (23 november 2001). "Holiday gems & lumps of coal: Santa's got a mixed bag of new Christmas music", Pittsburgh Post-Gazette, p. W1.
6. ↑  Blakey, Bob (8 december 2002). "Sounds of the season: Ginette Reno: The First Noel", Calgary Herald, p. D5.
7. ↑  http://www.allmusic.com/artist/kelly-clarkson-p542180/charts-awards/billboard-singles/chart_name-asc
8. ↑   "Kelly Clarkson Album & Song Chart History" Billboard Adult Contemporary Songs for Kelly Clarkson. Prometheus Global Media.